# Deinopa punctifera
Deinopa punctifera är en fjärilsart som beskrevs av Paul Dognin 1912. Deinopa punctifera ingår i släktet Deinopa och familjen nattflyn. Inga underarter finns listade i Catalogue of Life.